# Кънвърдж
Кънвърдж (на английски: Converge) e четиричленна група от Салем, Масачузетс. Свирейки смесица между екстремен метъл и хардкор пънк от 1990, тази метълкор група е помогнала в изграждането на основите на бързонарастващите метълкор и маткор жанрове.

## Описание
Текстовете на Converge представят разрушените романтични взаимоотношения, показани чрез мъжка перспектива. Те са изключително трудни за разбиране, за това е препоръчително да се четат от книжката на съответния албум или от лист, къдет е написан текстът.
Екстремната форма на музиката им и в частност атоналните вокали и сложната структура, усложняват възприемането на този вид музика от редовия слушател. Водят се много спорове относно точния жанр на групата. Converge самоопределят стила си просто като „агресивна музика“, без да намесват двата жанра – хардкор и метъл, в които обикновено биват хвърляни.

## История
Converge започва през 1990. Първоначално свирят кавъри на пънк и метъл песни, бивайки самопризнати „хардкор хлапета с останали Slayer рифове“. Групата започва да свири на живо през 1991 след като записва няколко демота.
В последните години, Converge се радват на високо ниво на популярност, независимо от трудното възприемане на музиката им и на липсата на медийно внимание. Албумите им са станали по-скъпи и много по-добре продуцирани, след като се прехвърлят от малкия независим лейбъл Equal Vision Records към много по-големия, но все пак независим лейбъл Epitaph Records.

## Странични проекти
Изключвайки основната им група Кънвърдж, Джейкъб Банън и Кърт Балу правят мрачна еймбиънт музика под името Supermachiner с барабаниста на Daltonic, Сет Банън. Банън също има страничен соло проект кръстен Dear Lover и продължава да е шеф на собствения си лейбъл, Deathwish Inc., с неговия стар приятел и добър бизнеспартньор, Тре Мак Карти.
В допълнение на това да стои в студиото и да записва нови групи, GodCity, китаристът Кърт Балу е участвал в редица по-неизвестни групи като Blue/Green Heart със своя приятел и колега от Converge Бен Кьолер. Кьолер е свирил с Балу много преди да се присъедини към Converge. Балу също е свирил на китара в групата Kid Kilowatt.
В края на 2005, Бен се завръща на барабаните в Cave In, замествайки предишния барабанист, Жан-Робер Конорс.
Освен в Кънвърдж, басистът Нейт Нютън също свири в групите Old Man Gloom и Doomriders. Той свири на китара и в двете групи.

## Сегашни членове
- Джейкъб Банън – Вокали, Текстове, Дизайн
- Кърт Балу – Китара, Вокали, Бас, Синтезатори, Перкусии
- Нейт Нютън – Бас, Вокали
- Бен Кьолер – Барабани, Перкусии

## Бивши членове
- Арън Далбек – Китара (1994 – 2001)
- Джон Ди Джорджо – Барабани (1999)
- Деймън Белорадо – Барабани (1991 – 1999)
- Стивън Бродски – Бас (1997 – 1998)
- Джеф Фейнбърг – Китара, Бас (1991 – 1997)
- Ерик Ралстън – Бас (1993)
- Райън Бейц – Осветление (1995 – 1998)

## Дискография

### Албуми
- Gravel (демо 4 песни, неиздадено 1991)
- Self-titled (FAR/Exchange Records, 1991)
- Where All the Flowers Have Gone (самостоятелно издадено, 1992)
- Dog Days (Демо, самостоятелно издадено, 1993)
- Halo in a Haystack, (Earthmaker/Stolnacke, 1994)
- Caring & Killing (Hydra Head Records, 1996)
- Petitioning the Empty Sky (Equal Vision Records, 1997)
- When Forever Comes Crashing (Equal Vision Records, 1998)
- Jane Doe (Equal Vision Records, 2001)
- Unloved and Weeded Out (преиздание, включва 3 песни от оригиналното издание, демота и

неиздаван материал) (Deathwish Inc., 2003)
- You Fail Me (Epitaph Records, 2004)
- Petitioning the Empty Sky (ремиксиран и ремастериран) (Equal Vision Records, 2005)
- When Forever Comes Crashing (ремиксиран и ремастериран) (Equal Vision Records, 2005)
- Petitioning Forever 2xLP (Deathwish Inc., 2005)
- No Heroes (2006)
- Axe to Fall (2009)
- All We Love We Leave Behind (2012)

### Ep-та
- Unloved and Weeded Out 7" (Orionquest/Heliotrope, 1995)

### Сборни
- Among the Dead We Pray for Light 7" (сплит албум с Coalesce) (Edison Recordings/Life Records, 1997)
- The Poacher Diaries (сплит албум с Agoraphobic Nosebleed) (Relapse Records, 1999)
- Deeper The Wound (сплит албум с Hellchild) (Deathwish Inc., 2001)

### DVD-та
- The Long Road Home (Deathwish Inc., 2003)

## Интересни факти
- Бившата група на барабаниста Бен Кьолер е Force Fed Glass, грайндкор.
- Първият барабнист на групата Деймън Белорадо сега работи като шивач на мъжки костюми.
- Бившата група на басиста Нейт Нютън е Jesuit, в която участва и китариста на Dillinger Escape Plan, Браян Беноа.
- Бившият китарист Арън Далбек сега свири пълноценно в първоначалния си страничен проект, Bane.
- Бившият басист Стивън Бродски е пълноправен член на Cave In.